# Colli Etruschi Viterbesi Rossetto
Le Colli Etruschi Viterbesi Rossetto est un vin blanc italien de la région Latium doté d'une appellation DOC depuis le 11 septembre 1996. Seuls ont droit à la DOC les vins blancs récoltés à l'intérieur de l'aire de production définie par le décret. 

## Aire de production
Les vignobles autorisés se situent en province de Viterbe dans les communes de Viterbe, Vitorchiano, Bomarzo, Graffignano, Celleno, Civitella d'Agliano, Bagnoregio, Castiglione in Teverina, Lubriano, Vetralla, Blera, Villa San Giovanni in Tuscia, Barbarano Romano, Vejano, Oriolo Romano, Monte Romano, Tuscania, Arlena di Castro, Tessennano, Canino, Cellere, Piansano, Ischia di Castro, Farnese, Valentano, Latera, Onano, Proceno, Acquapendente, Grotte di Castro, Gradoli, Capodimonte, Marta, Montefiascone, Bolsena, San Lorenzo Nuovo, Orte et Bassano in Teverina. L’aire de production est en proximité du lac de Bolsena.
Le synonyme local du cépage blanc trebbiano giallo est rossetto.

## Caractéristiques organoleptiques
- couleur: jaune paille  plus ou moins intense
- odeur: intense, délicat, légèrement aromatique
- saveur: sec à doux, harmonique

Le Colli Etruschi Viterbesi Rossetto se déguste à une température de 8 - 10 °C et se gardera max. 1 à 2 ans.

## Production
Province, saison, volume en hectolitres :
- pas de données disponibles